# Février 1915
Le mois de février 1915 est le deuxième mois de l'année 1915.

## Événements
- Lancement d’un programme de renforcement de la production alimentaire en AEF pour nourrir les troupes coloniales engagées au Cameroun.
- Les premiers avions armés d’une mitrailleuse, les Vickers F.B.5 équipent une escadrille de chasse britannique du Royal Flying Corps.

- 3 février : échec du raid de la IVe armée ottomane sur le canal de Suez grâce à la résistance de l’armée égyptienne.

- 4 février : le gouvernement allemand proclame « zone de guerre », les eaux territoriales britanniques : début de la guerre sous-marine.

- 7 février : offensive allemande au sud-est des lacs Mazures dirigée par Hindenburg. Encerclés, les Russes se replient sur le Niémen le 22 février.

- 16 février : deuxième offensive alliée en Champagne pour empêcher tout transfert de troupes allemandes sur le front russe.

- 18 février : annonce de l'annulation des  Jeux olympiques de Berlin prévus en 1916.

- 19 février : opération navale des Alliés aux Dardanelles.

- 20 février : bombardement de Reims.

- 21 février : Nellie McClung présente une pétition à l'Assemblée législative de l'Alberta pour promouvoir le Droit de vote des femmes.

- 26 février : échec de l’offensive allemande aux lacs Mazures : les Russes capturent 10 000 prisonniers au nord de Varsovie.

- 27 février : 
  - incendie du Moulin-Rouge à Paris.
  - Grand Prix automobile des États-Unis.

## Naissances
- 8 février  : Georges Guétary, chanteur d'opérette grec († 17 septembre 1997).
- 11 février : Hans Edmund Wolters, ornithologue allemand († 22 décembre 1991).
- 12 février : Lorne Greene, acteur et producteur canadien († 11 septembre 1987).
- 15 février : Georges Gorse, homme politique français († 17 mars 2002).
- 20 février : Élie Mélia, résistant, recteur à Paris de la paroisse orthodoxe géorgienne Sainte-Nino et professeur à l'Institut de théologie Saint-Serge, auteur, œcuméniste et figure de la communauté géorgienne en France († 15 mars 1988).
- 27 février : Arthur Gilson, homme politique belge († 2 février 2004).
- 22 février : Tjeerd Boersma, athlète néerlandais († 3 juin 1985).
- 25 février : Lois Gunden, pédagogue américaine, Juste parmi les nations († 2015).
- 28 février : Robert Gontier, résistant français du réseau Alliance pendant la Seconde Guerre mondiale († 30 novembre 1944).

## Décès
- 2 février : Michel Abonnel, peintre français.
- 17 février : « Plumeta » (Léonce André), matador français (° 16 septembre 1880).